# Металоінвест
Металоінвест — один із найбільших гірничо-металургійних холдингів Росії. Головна юридична особа — ВАТ «Холдингова компанія „Металоінвест“». Штаб-квартира — в Москві.

## Діяльність
«Металоінвест» — один з найбільших гірничо-металургійних холдингів Росії. У його склад входять гірничорудні підприємства (Лебединський і Михайлівський гірничо-збагачувальні комбінати) і металургійні підприємства (Оскольський електрометалургійний комбінат і комбінат «Уральська сталь»). Також «Металоінвест» належить 80 % металургійного заводу Hamriyah Steel, розташованого в Об'єднаних Арабських Еміратах. Структуру основних підприємств Холдингу доповнюють допоміжні активи, до яких відноситься бізнес вторинної переробки металу («УралМетКом») і лізингова компанія («Металлінвестлізінг»).
за даними компанії, «Металоінвест» володіє одними з найбільших в світі запасами залізної руди, є найбільшим виробником залізорудної сировини в СНД і входить в п'ятірку лідируючих неінтегрованих виробників у світі. Що входить до складу Холдингу Лебединський ГЗК — єдиний в Європі виробник горячебрікетірованного заліза (ГБЖ) — сировини для передової технології прямого відновлення заліза. «Металоінвест», за власними даними, входить в п'ятірку найбільших виробників сталевої продукції в Росії, займаючи лідируючі позиції на нішевих ринках.